# Wilhelm Kühlmann

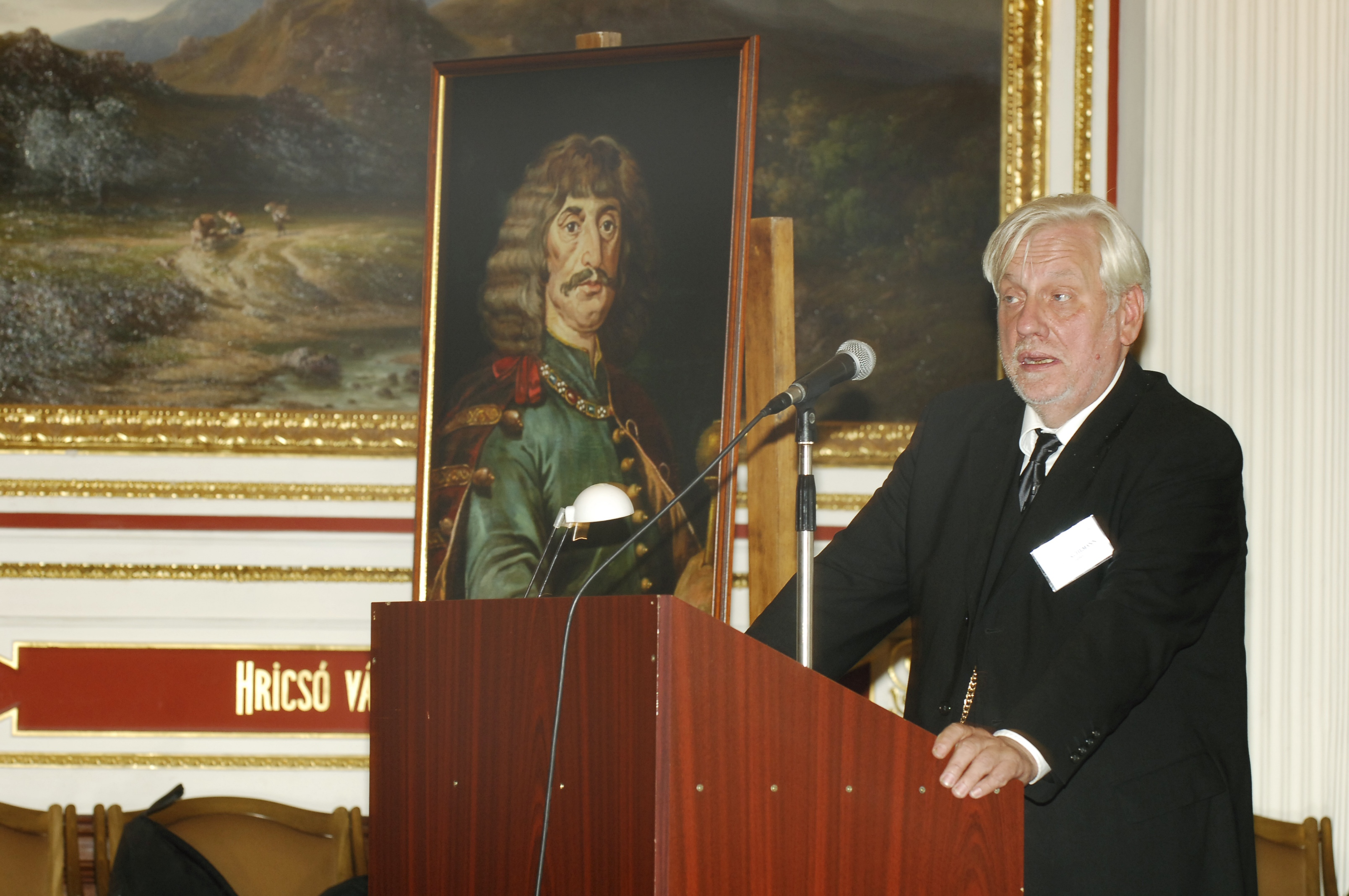
Wilhelm Kühlmann (2007)

Wilhelm Kühlmann (* 24. März 1946 in Gelsenkirchen) ist ein deutscher Germanist, der Neuere Deutsche Literaturwissenschaft an der Universität Heidelberg lehrte.

## Leben
Wilhelm Kühlmann studierte Germanistik, lateinische Philologie und Philosophie an der Universität Freiburg und der Universität Hamburg und wurde 1973 in Freiburg bei Karl Büchner promoviert (Katalog und Erzählung. Studien zu Konstanz und Wandel einer literarischen Form in der antiken Epik). Danach war er Assistent am germanistischen Seminar in Freiburg bei Wolfram Mauser und habilitierte sich 1980 (Gelehrtenrepublik und Fürstenstaat. Entwicklung und Kritik des deutschen Späthumanismus in der Literatur des Barockzeitalters). Nach Lehrstuhlvertretungen in Münster, Braunschweig und Osnabrück war er seit 1987 Professor für Neuere Deutsche Literaturwissenschaft unter Berücksichtigung der Vergleichenden Literaturgeschichte an der Universität Heidelberg. Von 1995 bis 1998 war er Dekan und von 2000 bis 2004 Prodekan der Neuphilologischen Fakultät.
Er befasst sich insbesondere mit dem Humanismus und neulateinischer Literatur der frühen Neuzeit, zum Beispiel mit der Paracelsus-Nachfolge, z. B. gab er Werke von Oswald Crollius (mit Joachim Telle) und Johann Valentin Andreae heraus. Außerdem gab er unter anderem Jesaias Rompler von Löwenhalt (mit Walter E. Schäfer), Jacob Balde (mit Hermann Wiegand), Briefe von Gottlieb Konrad Pfeffel an Johann Gottfried Schweighäuser (mit Walter Schäfer), Theodor Rhodius, Joachim Camerarius (mit Georg Burkart), Karl Friedrich Schimper (mit Wiegand) und neulateinische humanistische Lyrik heraus. Er veröffentlichte unter anderem über Martin Opitz, Johann Michael Moscherosch und Hans Jakob Christoffel von Grimmelshausen.
Kühlmann ist Mitherausgeber des Verfasserlexikon der frühen Neuzeit (Frühe Neuzeit in Deutschland 1520–1620 – Literaturwissenschaftliches Verfasserlexikon (VL 16)) und ist Herausgeber der Neubearbeitung des Killy Literaturlexikons. Er ist Herausgeber oder Mitherausgeber der Zeitschrift Daphnis, der  Buchreihen Chloe (Amsterdam: Rodopi), Frühe Neuzeit, Mannheimer Beiträge zur Sprach- und Literaturwissenschaft, Bibliotheca Neolatina und des Jahrbuchs Antike und Abendland.
Seit 1997 ist er Mitglied der Heidelberger Akademie der Wissenschaften. Innerhalb der Akademie gehört er den Kommissionen für das Goethe-Wörterbuch und die Melanchthon-Ausgabe an und ist Vorsitzender der Reuchlin-Kommission.

## Schriften
- Gelehrtenrepublik und Fürstenstaat. Entwicklung und Kritik des deutschen Späthumanismus in der Literatur des Barockzeitalters. Tübingen (Niemeyer) 1982 (= Studien und Texte zur Sozialgeschichte der Literatur, Bd. 3)
- mit Walter E. Schäfer: Frühbarocke Stadtkultur am Oberrhein. Studien zum literarischen Werdegang J.M. Moscheroschs. Berlin (Schmidt) 1983 (= Philologische Studien und Quellen, Bd. 109)
- Zur literarischen Lebensform im deutschen Späthumanismus: Der pfälzische Dramatiker Theodor Rhodius (ca. 1572–1625) in seiner Lyrik und in seinen Briefen. Amsterdam 1988 (= Daphnis 17 [1988], Heft 4).
- als Hrsg. mit Udo Benzenhöfer: Heilkunde und Krankheitserfahrung in der frühen Neuzeit. Studien am Grenzrain von Literaturgeschichte und Medizingeschichte. Tübingen 1992 (= Frühe Neuzeit. Band 10).
- Hrsg. mit Horst Langer (Hrsg.): Pommern in der frühen Neuzeit. Literatur und Kultur in Stadt und Region. Max Niemeyer Verlag, Tübingen 1994.
- Martin Opitz. Deutsche Literatur und deutsche Nation, 1991, Heidelberg: Manutius 2001
- mit Joachim Telle:  Der Frühparacelsismus. Teil 1–3, De Gruyter, Berlin 2001 bis 2013
- mit W. E. Schäfer: Literatur im Elsaß von Fischart bis Moscherosch. Gesammelte Studien. Tübingen (Niemeyer) 2001
- mit Volker Hartmann, Susann El Kholi (Hrsg.): Europa Humanistica: Deutschland. Dokumentarisches Handbuch zur Überlieferung der antiken und mittelalterlichen Literatur in der Frühen Neuzeit. Abteilung I: Die Kurpfalz, 3 Bände, Turnhout, ab 2005
- Grimmelshausen: An- und Absichten eines vormodernen Modernen. Heidelberg (Manutius) 2008.
- Facetten der Aufklärung in Baden. Johann Peter Hebel und die Karlsruher Lateinische Gesellschaft – Mit der zweisprachigen Edition von Hebels studentischen Reden (1776/77), übersetzt von Georg Burkard. Freiburg i. Brg. (Rombach) 2009.
- mit Hermann Wiegand (Hrsg. und Übersetzer): Parnassus Palatinus. Humanistische Dichtung in Heidelberg und der alten Kurpfalz. Lateinisch-Deutsch. Heidelberg (Manutius) 1989 – Übersetzung, Kommentar, bio-bibliographischer Anhang und Nachwort
- mit Robert Seidel, Hermann Wiegand (Hrsg.): Humanistische Lyrik des 16. Jahrhunderts. Lateinisch-deutsch. Ausgewählt, übersetzt, erläutert und herausgegeben. Frankfurt/M. 1997 (= Bibliothek deutscher Klassiker 146. Bibliothek der Frühen Neuzeit, 1. Abteilung, Bd. 5)
- Zur Literatur des nachreformatorischen Humanismus in Pommern. Garz/Rügen 1996 (= Garzer Museumsreden, Ausgabe 2)
- als Hrsg. mit Achim Aurnhammer, Jürgen Egyptien, Karina Kellermann, Helmuth Kiesel, Steffen Martus und Reimund B. Sdzuj: Killy Literaturlexikon. Berlin/Boston.
- Literarische Miniaturen. Hrsg. von Hermann Wiegand. Heidelberg (Manutius) 1996.
- Vom Humanismus zur Spätaufklärung. Ästhetische und kulturgeschichtliche Dimensionen der frühneuzeitlichen Lyrik und Verspublizistik in Deutschland. Hrsg. von Joachim Telle, Friedrich Vollhardt und Hermann Wiegand. Tübingen 2006
- Fäden im Labyrinth. Literaturkritische Streifzüge 1984–2004. Hrsg. von Jost Eickmeyer und Hanna Leybrand in Zusammenarbeit mit Roman Luckscheiter. Heidelberg (Manutius) 2009.
- Wissen als Poesie. Ein Grundriss zu Formen und Funktionen der frühneuzeitlichen Lehrdichtung im deutschen Kulturraum des 16. und 17. Jahrhunderts. Berlin (de Gruyter) 2016, ISBN 978-3-11-048575-2.